# Hawker Cygnet
El Hawker Cygnet fue un avión sesquiplano ultraligero británico de la década de 1920.

## Desarrollo

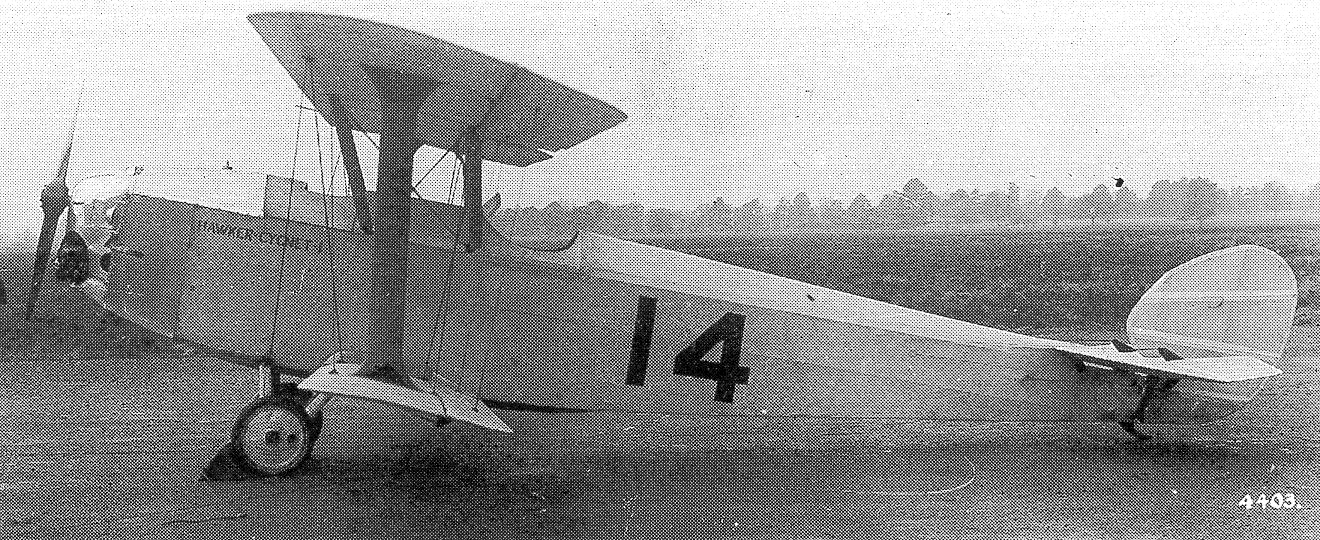
Hawker Cygnet G-EBNG, motor Anzani. El '14' es el número de competición en Lympne en 1924; principios de 1925.

En 1924, el Royal Aero Club organizó una Competición de Aviones Ligeros. Se ofrecieron 3000 libras en premios. Hawker Aircraft hizo una propuesta, que era un diseño de Sydney Camm, el Cygnet. Camm se había unido a Hawker el año anterior. Se construyeron dos aviones (G-EBMB y G-EBJH) y participaron en la competición, celebrada en 1924 en el aeródromo de Lympne por T.O.M. Sopwith y Fred Sigrist. Los aviones fueron pilotados por Longton y Raynham, y quedaron en cuarto y tercer lugar respectivamente. En 1925, el G-EBMB volvió a participar en la International Handicap Race de 161 km, esta vez pilotado por George Bulman, que ganó con una velocidad de 121,7 km/h. En la misma reunión, el Cygnet quedó segundo en la Light Aeroplane Race de 80 km. En 1926, ambos aviones participaron en la competición pilotados por Bulman y el Oficial de Vuelo Ragg, ocupando el primer y el segundo lugar respectivamente.

## Diseño
El avión estaba construido en madera y tela, y el fuselaje constaba de cuatro larguerillos, apuntalados a modo de viga Warren. El ala tenía dos largueros tipo caja con costillas de armadura Warren. Inicialmente, los dos aviones estaban propulsados, uno por un Anzani y el otro, por un ABC Scorpion (ambos motores bóxer bicilíndricos). En 1926, los motores de ambos Cygnet se cambiaron por el Bristol Cherub III, otro motor bicilíndrico. El fuselaje pesaba nada menos que 270 libras, y su peso cuando estaba vacío era sólo 373 libras.

## Historia operacional
Hawker mantuvo el G-EBMB almacenado hasta 1946, cuando fue remozado y reensamblado en el Aeródromo Langley de Hawker. Más tarde fue trasladado a sus nuevas instalaciones en Dunsfold, donde permaneció, siendo llevado a varias exhibiciones y exhibiciones aéreas, hasta 1972, cuando fue trasladado para su exhibición en el Museo de la Real Fuerza Aérea en Hendon. Más recientemente ha sido trasladado a su emplazamiento en RAF Cosford en Shropshire, donde ahora puede ser visto. Una réplica en condiciones de vuelo se exhibe en la Colección Shuttleworth, Old Warden, Bedfordshire.

## Especificaciones
Referencia datos: Hawker Aircraft since 1920 

### Características generales
- Tripulación: Dos
- Longitud: 6,2 m (20,4 ft)
- Envergadura: 8,5 m (28 ft) (2,44 m, alas plegadas)
- Altura: 1,8 m (5,8 ft)
- Superficie alar: 15,3 m² (164,7 ft²)
- Peso vacío: 169 kg (372,5 lb)
- Peso cargado: 431 kg (949,9 lb)
- Planta motriz: 1× motor bóxer de 2 cilindros refrigerado por aire Bristol Cherub III.
  - Potencia: 25 kW (34 HP; 34 CV)

### Rendimiento
- Velocidad máxima operativa (Vno): 132 km/h (82 MPH; 71 kt) a nivel del mar
- Techo de vuelo: 2700 m (8858 ft) (techo absoluto)
- Tiempo a altitud: 11 min 20 s para 1500 m (5000 pies)

## Aeronaves relacionadas

### Aeronaves similares
- De Havilland Humming Bird